# 2752 Wu Chien-Shiung
Wu Chien-Shiung (asteróide 2752) é um asteróide da cintura principal, a 2,705661 UA. Possui uma excentricidade de 0,1055584 e um período orbital de 1 921,67 dias (5,26 anos).
Wu Chien-Shiung tem uma velocidade orbital média de 17,12505771 km/s e uma inclinação de 10,1088º.
Este asteróide foi descoberto em 20 de Setembro de 1965 por Purple Mountain Observatory.